# Taastrup netavis
Taastrup Netavis er en internetbaseret lokalavis primært for Høje-Taastrup Kommune. Netavisen blev etableret i 2003 på initiativ af tre politiske partier: Socialistisk Folkeparti, Radikale Venstre og Det Konservative Folkeparti.
Netavisen drives af ulønnet arbejdskraft. Skribenter skriver artikler direkte i avisen. Redaktør siden starten: Mikael Hertig

## Ekstern henvisning
- Taastrup Netavis Arkiveret 30. marts 2008 hos  Wayback Machine